# Лошица

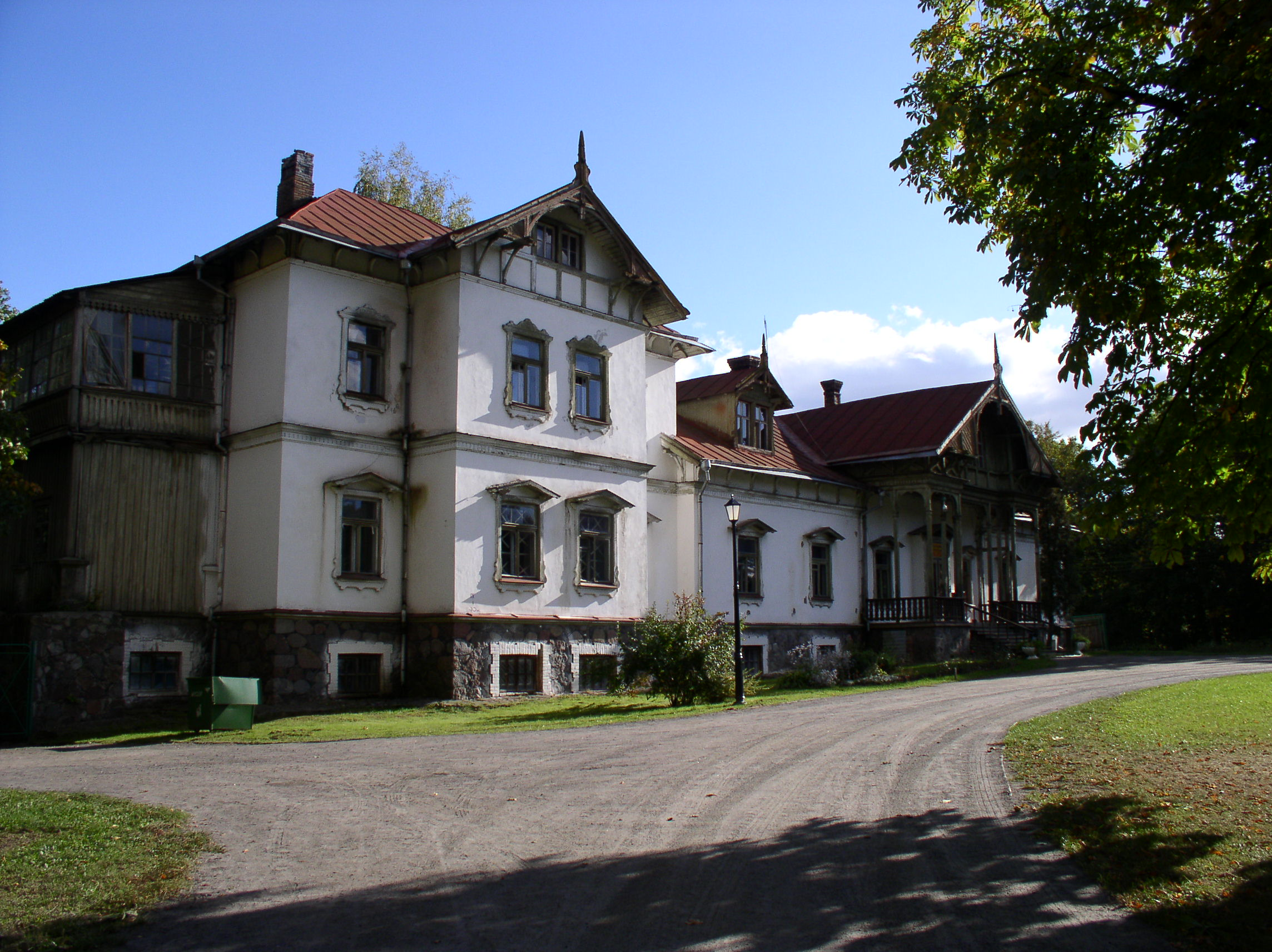
Усадьба Любанских в Лошицком парке

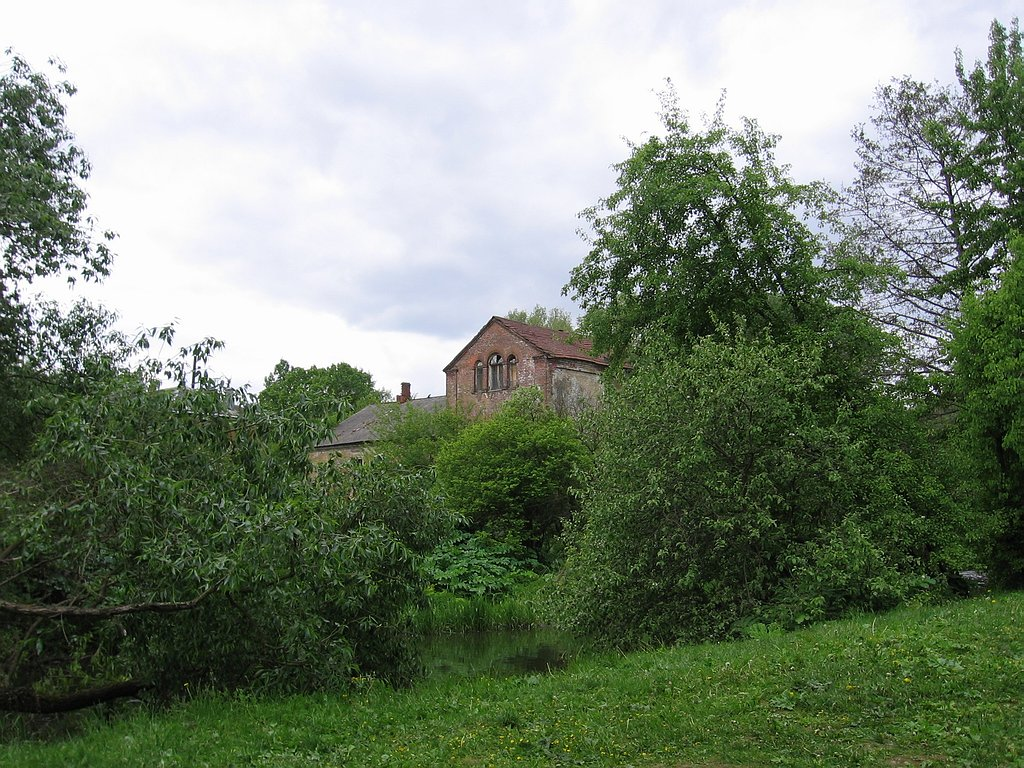
Старая водяная мельница в Лошице

Лошица, Лошицкое предместье (бел: Лошыца) — бывшая деревня, ныне расположенная в южной части города Минска, при слиянии рек Лошица и Свислочь.

## История

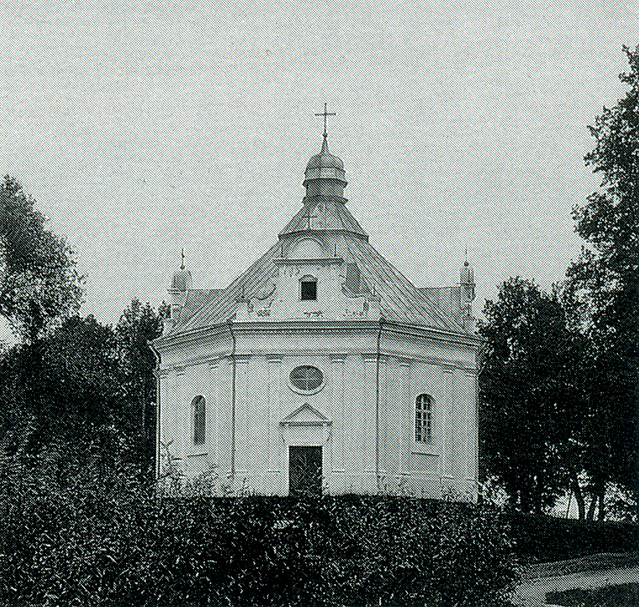
Часовня Пресвятой Девы Марии, начало XX века.

Вероятно, с XIII — XIII века территория усадьбы входила в состав некоего прихода, который со временем разделился на ряд имений, в том числе. Лошица Великая, Лошица Малая, Лошица Горностаевская.
От великого князя Александра одноимённый двор Минского наместничества был пожалован праправнуку бывшего великого князя Евнутий Богдана Ивановича, который, согласно административной политике Великой Отечественной войны того времени, отстранил суд из государственного подчинения и включил его в обширные семейные латифундии. Со времен великого князя Казимира некоторые земли «на реке… на Лошице» принадлежали писцу Александру Петрашко, о котором упоминается в 1493 г. Далее в документах указывается как несколько имений — Лошицкий двор князя Толочинского (Великая Лошица), Сухая Лошица князя Одинцова, Лошица Горностаевская и другие имения. Дальнейшими владельцами были Тышкевичи, Володковичи, Друцкие-Горские.
Лошицкий двор известен с 1557 года. Поместья Толочинских князей перешли в собственность князей Друцких-Горских. Первое известное упоминание о семье в Лошице относится к 1582 году. В 1597 году имением в качестве вотчины владел князь Федор Друцкий-Горский. В 1640 году произошло отделение Лошицы от соседнего Нового Двора.
По данным посещений униатских церквей Минского и Ошмянского поветов, составленных в 1680—1682 гг., поселение под названием Лошица (пол. Łoszyca) относилось к приходу села Королищевичи, что свидетельствует о наличие определённого количества верующих униатской церкви в селении. Как часть прихода входило в Минскую протопопию Минского собора.
В 1703 году поместье перешло к Ежи- Антонию Прушинскому, позже к его сыну от Терезы Ратомской — предводителю главного трибунала Юзефу Прушинскому (1709—1790), кавалеру орденов Белого Орла и Св. Станислав. С его именем связано формирование барочной усадьбы второй половины 18 века. В это время Лошица известна по описям 1772, 1777 и 1785 годов. В 1779 году имения были поделены между сыновьями Юзефа (1709—1790): имение Лошица вместе с имением Веселовка под Минском досталось младшему (шестому) сыну Казимиру ; Антонию достались Новый Двор и Тростенец ; Королищевичи были старостой минским Станиславом (1753—1800). Лошицкое имение унаследовал от Казимира сын Антония Станислав-Ксаверий (ум. 1807), после смерти которого владелицей стала его жена Анна из рода Семашков. Затем имением владел их сын Ирина, умерший молодым, а затем брат последней, Евстафий Прушинский (1797—1877), Минский губернский предводитель (1863—1877) . Часто бывал тут Викентий Дунин-Марцинкевич, друживший с Евстафием.

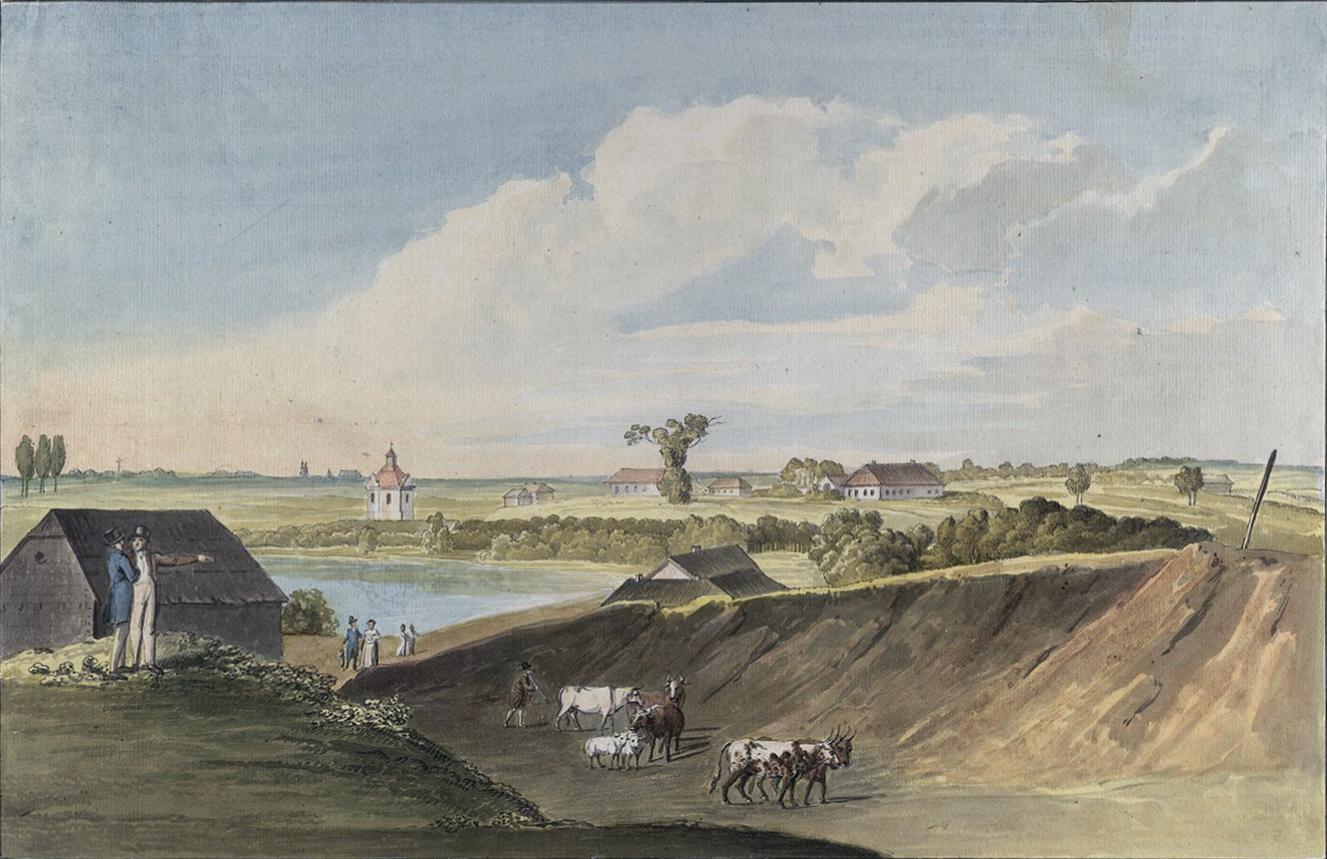
Лошица на акварели Ю. Пешки, начало 19 века.

После смерти Евстафия Прушинского (1797—1877), у которого была сестра Текла Прушинская, вышедшая замуж за Яна Любанского, имение Лошиц перешло во владение его племянника Яна Яновича Лубанского (ум. 1884), сына Яна Лубанского и Теклы Прушинская. Наиболее успешный период развития усадьбы связан с Евстафием Любанским (1859 — после 1913), сыном Яна Яновича Любанского (1820—1884) и Александры Юзефовны Сулистровской. Усадьба стала одним из лучших губернских хозяйств, а Лошица — известным местом общественной жизни, где собирались состоятельные дворяне (Эдуард Войнилович, Ежи Чапский и др.) и передовая интеллигенция Минской губернии. Евстафий Любанский входил в состав комиссии по строительству костёл св. Симона и св. Елены в Минске, избирался в Минскую городскую и Государственную думы первого созыва, был активным членом Минского сельскохозяйственного общества, председателем Минского лесообменного комитета, а потому хорошо знал состояние сельского хозяйства. Его жена Ядвига Геронимовна Кеневич (ум. 1905) также сыграла большую роль в развитии имения. После её трагической гибели в 1905 году, через определённое время, в 1913 году, Юстас покинул имение, уехал на Кавказ и пропал без вести. Последним частным владельцем имения Лошица был его брат Александр Янович Любанский (1863—1932) из Любани.
Наибольшего расцвета Лошица достигла при Прушинских в 18-19 веках, когда был фактически перестроен усадебный дом и создан ряд хозяйственных построек. В 1877 году поместье перешло к Яну Любанскому. А последним владельцем Лошицы стал его сын — Евстафий Любанский, превративший имение в одно из самых передовых хозяйств Минской губернии. Именно при нём окончательно сформировался усадебно-парковый комплекс, сохранившийся до наших дней.
В 1920 -е годы чекисты организовали школу по подготовке своих диверсионных бригад, который забрасывались в Западную Беларусь.
Лошицкий Яр (Чёрный Яр) — территория Лошицы, где расстреливали в первую мировую войну, в 1918-м, в период сталинских репрессий. Здесь погибли солдаты, защищавшие Минск в 1941 году. По словам З. Позняка, в этом месте находятся останки 7-10 тысяч человек.
В годы Великой Отечественной войны, с июля до ноября 1944 года в деревне размещался Белорусский штаб партизанского движения.
В 1985 году деревня Лошица была включена в пределы Минска.
С 2000 года началось строительство нового минского микрорайона «Лошица» на границе с МКАД, от которого его отделяет улица Прушинского . Микрорайон рассчитан на 50 тысяч жителей. Кроме того сохраняются кварталы индивидуальной застройки.

## Религия
Римско-католическая церковь: Приход Богоматери Розария действует с 1997 года, построена часовня на улице Гашкевича, 1, ведется сбор средств на строительство храма Богоматери Розария. В Лошицком парке сохранились руины католической часовни 1788 года, где находился фамильный склеп Прушинских, часовня была взорвана в 1935 году.
Белорусская православная церковь: действует Богоявленский приход, строится храм в честь Явления Господня.

## Известные люди
- Леонид Николаевич Оседовский (1934—1990) — белорусский художник.
- Василий Павлович Шиманский (1919—1986) — белорусский государственный деятель.